# Daniel Huttlestone
Daniel Richard Huttlestone (* 17. September 1999 in Havering, London) ist ein britischer Schauspieler und Musical-Darsteller, der durch seine Rolle als Gavroche in Tom Hoopers Film Les Misérables bekannt wurde.

## Leben
Daniel Huttlestone ist das zweite von drei Kindern. Er begann seine Karriere im Alter von neun Jahren in dem Musical Oliver! am Theatre Royal Drury Lane, in dem er die Rolle des „Nipper“ übernahm. In der Eröffnungsnacht trat er mit Rowan Atkinson auf und spielte die Rolle bis 2011. Als Nächstes spielte er die Rolle des „Gavroche“ in Les Misérables am Queens Theatre. Dort arbeitete er mit Alfie Boe und Matt Lucas, wo er zwei Jahre blieb. Er spielte Gavroche in der Verfilmung von Les Misérables und Jack in der gleichnamigen Filmversion des Musicals Into the Woods.
Daniel Huttlestones Bruder Thomas Andrew (* 1997) spielte „Friedrich von Trapp“ in der Sound of Music UK Tour 2011. Auch seine Schwester Sara (* 2005) stand zwischen 2011 und 2013 mehrfach auf der Bühne.

## Filmografie
- 2012: Les Misérables
- 2014: Into the Woods
- 2016: London Town
- 2016: Die versunkene Stadt Z (The Lost City of Z)